# Ierland op het Eurovisiesongfestival 1986
Ierland nam deel aan het Eurovisiesongfestival 1986 in Bergen, Noorwegen. Het was de 20ste deelname van Ierland aan het festival. De nationale omroep RTE was verantwoordelijk voor de bijdrage van Ierland voor 1986.

## Selectieprocedure
De Ierse Nationale finale werd gehouden op 30 maart 1986 en werd uitgezonden door de RTÉ en werd gepresenteerd door Mike Murphy.
Negen acts deden mee in de finale en de winnaar werd gekozen door 11 regionale jury's.

| Volgorde | Artiest                        | Lied                         | Punten | Plaats |
| -------- | ------------------------------ | ---------------------------- | ------ | ------ |
| 1        | Fran Meen                      | "Here in the night"          | 12     | 5de    |
| 2        | Luv Bug                        | "You Can Count On Me"        | 35     | 1ste   |
| 3        | Theresa Lowe                   | "Only the lonely survive"    | 2      | 8ste   |
| 4        | The Rockets                    | "Life in the city"           | 3      | 6de    |
| 5        | John Spillane and Mandy Murphy | "Ringo"                      | 3      | 6de    |
| 6        | Honor Heffernan                | "Honey"                      | 19     | 3de    |
| 7        | Loudest Whisper                | "Johnny, where are you now?" | 22     | 2de    |
| 8        | Linda Martin                   | "If I can change your mind"  | 14     | 4de    |
| 9        | Jim Walsh                      | "I'll never love again"      | 0      | 9de    |

## In Bergen
In Noorwegen moest Ierland aantreden als 12de, na Israël en voor België
Op het einde van de puntentelling bleek dat Ierland 4de was geworden met een totaal van 96 punten.
Men ontving in totaal 3 keer het maximum van de punten.
Nederland gaf geen punten en België had 2 punten over voor deze inzending.

### Gekregen punten

#### Finale
| 12 punten                          | 10 punten | 8 punten                                     | 7 punten             | 6 punten |
| ---------------------------------- | --------- | -------------------------------------------- | -------------------- | -------- |
| - Denemarken - Oostenrijk - Spanje |           | - Finland - IJsland - Joegoslavië - Portugal | - Zweden             | - Israël |
| 5 punten                           | 4 punten  | 3 punten                                     | 2 punten             | 1 punt   |
| - Turkije                          |           | - Frankrijk - Luxemburg                      | - België - Noorwegen |          |

### Punten gegeven door Ierland

#### Finale
Punten gegeven in de finale:
| 12 punten | België      |
| 10 punten | Zwitserland |
| 8 punten  | Duitsland   |
| 7 punten  | Luxemburg   |
| 6 punten  | Noorwegen   |
| 5 punten  | Spanje      |
| 4 punten  | Denemarken  |
| 3 punten  | Joegoslavië |
| 2 punten  | Oostenrijk  |
| 1 punt    | Cyprus      |

1965 · 1966 · 1967 · 1968 · 1969 · 1970 · 1971 · 1972 · 1973 · 1974 · 1975 · 1976 · 1977 · 1978 · 1979 · 1980 · 1981 · 1982 · 1983 · 1984 · 1985 · 1986 · 1987 · 1988 · 1989 · 1990 · 1991 · 1992 · 1993 · 1994 · 1995 · 1996 · 1997 · 1998 · 1999 · 2000 · 2001 · 2002 · 2003 · 2004 · 2005 · 2006 · 2007 · 2008 · 2009 · 2010 · 2011 · 2012 · 2013 · 2014 · 2015 · 2016 · 2017 · 2018 · 2019 · 2020 · 2021 · 2022 · 2023 · 2024 · 2025